# Ritodrina
La ritodrina  è un agente tocolitico utilizzato per interrompere il parto prematuro. È un composto dotato di attività simpaticomimetica ad azione diretta. In Italia il farmaco è stato venduto dalla società Istituto Lusofarmaco del gruppo Menarini con il nome commerciale di Miolene nella forma farmaceutica di fiale con soluzione iniettabile per uso intramuscolare ed endovenoso.

## Caratteristiche strutturali e fisiche
Ritodrina si presenta come una polvere cristallina bianca o quasi bianca, inodore o praticamente inodore. Il composto è molto solubile in acqua e in etanolo, solubile in propanolo, in cloroformio e in acido acetico diluito. Risulta invece praticamente insolubile in etere. Il pH di una soluzione acquosa della sostanza al 2% è compreso tra 4,5 e 6.
La sostanza, in soluzione acquosa acida, assorbe nell'ultravioletto (UV) alla lunghezza d'onda di 274 nm. 
L'esame di cromatografia su strato sottile (TLC) su piastre ricoperte di gel di silice G, 250 µ di spessore, impregnate di soluzione metanolica di potassio idrossido 0,1 M; eluente: metanolo/ammoniaca concentrata (100/1,5); rivelante: soluzione iodoplatinica acida; Rf=0,73. 
Lo spettro di massa presenta frammenti principali a 121, 164, 77, 57, 56, 165, 162, 122 m/z. 
Lo spettro infrarosso (IR), registrato in bromuro di potassio (KBr), mostra assorbimenti identici a quelli di uno standard di riferimento (1510, 1209, 1256, 1610, 833, 1170 cm). 
La ritodrina fornisce una colorazione nera al test di Liebermann e verde al test di Mandelin.

## Farmacodinamica
È un agonista β2-adrenergico selettivo (una classe di farmaci che viene utilizzata per indurre rilassamento muscolare in determinati distretti: farmaci di questa classe sono utilizzati nell'asma e nelle malattie polmonari associate a broncoostruzione) che è stato studiato per i suoi effetti rilassanti sulla muscolatura uterina. 
È un farmaco tocolitico, usato per ritardare il parto prematuro. 
Alle dosi terapeutiche si possono tuttavia manifestare cronotropismo positivo e vasodilatazione periferica, oltre che effetti metabolici quali aumento della glicemia e degli acidi grassi liberi plasmatici e diminuzione della kaliemia.

## Farmacocinetica
Dopo somministrazione per via orale, la ritodrina cloridrato viene rapidamente assorbita dal tratto gastrointestinale, ma è soggetta a metabolismo di primo passaggio: per tale motivo la biodisponibilità è pari al 30% circa. 
Le concentrazioni plasmatiche massime (Cmax) sono raggiunte entro 20-40 minuti. 
Alle concentrazioni terapeutiche la ritodrina si lega per il 30% alle proteine plasmatiche e il volume di distribuzione è di 0,6-0,9 l/kg. 
L'eliminazione plasmatica del farmaco sembra avere un andamento trifasico, con un'emivita relativa alla prima fase di 6-9 minuti, una relativa alla seconda fase di 1,7-2,6 ore e una relativa alla terza fase di 15-20 ore. 
Il farmaco viene metabolizzato nel fegato ed escreto con le urine come tale (circa il 5%) oppure sotto forma di metaboliti coniugati con solfato o acido glucuronico. 
Circa il 70-90% di una dose viene escreto attraverso l'emuntorio renale entro 10-12 ore, indipendentemente dalla via di somministrazione. 
Il farmaco è in grado di oltrepassare la barriera placentare.

## Usi clinici
Il farmaco viene principalmente impiegato allo scopo di impedire il parto prematuro, in assenza di altre complicazioni. 
La ritodrina cloridrato può essere usata anche in caso di emergenza per alleviare l'asfissia fetale in attesa di altre procedure.
Il farmaco è stato impiegato con successo nel trattamento del prurito associato a pemfigoide bolloso in pazienti con ARC (AIDS-related complex) alla dose di 40 mg/die: in questi stessi pazienti il trattamento con corticosteroidi era stato ritenuto eccessivamente rischioso.

## Effetti collaterali e indesiderati
Gli effetti avversi sono quelli caratteristici delle molecole simpaticomimetiche ad azione diretta. 
In particolare si può verificare tachicardia, sia nel feto che nella madre.
Questo effetto è dose-dipendente ed è dovuto a stimolazione diretta e a un meccanismo riflesso. Si verifica anche aumento della gittata cardiaca. 
In molte pazienti si verificano nausea, vomito, cefalea, ipotensione arteriosa, tremori, arrossamento cutaneo, ansia, irrequietezza e labilità emotiva, che scompaiono quando si interrompe la somministrazione. 
Inoltre, si possono verificare innalzamenti dei livelli ematici di glucosio, dei livelli sierici di insulina, degli acidi grassi liberi, ipokaliemia e alterazioni della funzione epatica (in particolare incremento dei livelli sierici delle transaminasi) e talvolta epatite. 
Solo molto raramente si sono verificate complicazioni cardiopolmonari, compresi edema polmonare, aritmie cardiache, senso di oppressione toracica o dolore toracico di tipo anginoso e morte della madre.

## Controindicazioni
Il farmaco è controindicato in caso di emorragia antepartum che richiede il parto immediato, eclampsia, morte fetale intrauterina, corioamnionite, malattie cardiache della madre, compressione del cordone ombelicale, anomalie del tracciato elettrocardiografico (ECG). Particolare attenzione dovrebbe essere posta alle pazienti diabetiche, nelle quali deve essere accuratamente controllata la glicemia onde adeguare le dosi di insulina.

## Dosi terapeutiche
Per impedire il parto prematuro la ritodrina cloridrato viene somministrata per via endovenosa. 
La frequenza cardiaca della madre deve essere attentamente monitorata durante l'infusione. Infatti la velocità della infusione deve essere tale da non indurre una tachicardia superiore a 140 battiti/min. 
La velocità di infusione è normalmente compresa tra 150 e 350 µg al minuto (come soluzione contenente 300 µg/ml), a seconda della risposta terapeutica della paziente. 
La velocità iniziale di infusione raccomandata è pari a 50 µg al minuto, può essere incrementata di 50 µg a intervalli di 10 minuti, fino a comparsa di risposta terapeutica. 
L'infusione dovrebbe continuare per 12-48 ore dopo la cessazione delle contrazioni. 
Se non è possibile l'infusione endovenosa, il farmaco viene somministrato per via intramuscolare alla dose di 10 mg ogni 3-8 ore e per 12-48 ore dopo la cessazione delle contrazioni. 
Successivamente la ritodrina può essere somministrata per via orale alla dose iniziale di 10 mg ogni 2 ore per 24 ore. 
La prima dose viene in questo caso somministrata 30 minuti prima della fine della fleboclisi. 
Dopo le prime 24 ore possono essere somministrati 10–20 mg di farmaco ogni 4-6 ore. 
Per via orale la dose giornaliera non dovrebbe comunque superare i 120 mg.

## Sovradosaggio
In caso di sovradosaggio si produce una sintomatologia tipica della stimolazione β-adrenergica: questi sintomi possono essere trattati con la semplice interruzione dell'infusione o, in caso di persistenza dei disturbi, con l'impiego di β-antagonisti.

## Interazioni
- Inibitori delle monoamino ossidasi (IMAO), antidepressivi triciclici, altre amine simpaticomimetiche, anestetici generali: la contemporanea somministrazione con ritodrina può potenziare l'effetto di quest'ultima.
- Farmaci β-bloccanti (atenololo, propranololo, metoprololo ed altri): la co-somministrazione con il tocolitico ne inibisce gli effetti sulla muscolatura uterina.
- Diuretici non risparmiatori di potassio (furosemide, indapamide): la terapia di associazione ha un effetto additivo con la nota azione ipokaliemico della ritodrina e può condurre alla comparsa di aritmie cardiache.
- Corticosteroidi: l'associazione con ritodrina sembra possa facilitare l'insorgenza di edema polmonare di particolare gravità.